# Верисоцкая, Елена Валентиновна
Верисоцкая Елена Валентиновна (4 апреля 1946, Владивосток — 5 февраля 2008, Владивосток) — советский российский историк-новист, востоковед-японист, доктор исторических наук, научный сотрудник Института истории, археологии и этнографии народов Дальнего Востока ДВО АН СССР, профессор Дальневосточного университета.

## Биография
Елена Валентиновна Верисоцкая (Каращук) родилась 4 апреля 1946 года во Владивостоке. Окончив среднюю школу № 34 г. Владивостока с золотой медалью, в 1965 года поступила на филологический факультет Дальневосточного государственного университета. В 1970 году с отличием окончила восточное отделение филфака. Поступила в аспирантуру Института востоковедения Академии наук СССР (Москва), где её учителями были П. П. Топеха, И. А. Латышев, Д. В. Петров. В 1974 году защитила кандидатскую диссертацию «Роль Японии в агрессивной политике США в Индокитае (1965—1972)».
В 1970—1984 годах работала на кафедре японской филологии, затем на кафедре истории и литературы стран Дальнего Востока в должности заведующей кафедрой. С 1976 года — доцент.
В 1990 году защитила докторскую диссертацию «Становление и эволюция концепций имперской идеологии в Японии (1870—1917)». В 1982—1992 годах Верисоцкая — научный сотрудник Института истории, археологии и этнографии народов Дальнего Востока (1985—1992), заведующая сектором истории и культуры Японии.
В 1992 году вернулась ДВГУ в качестве заведующей кафедрой страноведения Восточного института ДВГУ. С 1994 года готовила аспирантов по специальности «Всеобщая история». С 2000 года — профессор по кафедре страноведения.
В 2000 году, победив в конкурсе грантов, возглавила исследовательский коллектив по изучению темы «Япония-Запад: диалог культур и эволюция ментальности японцев в XIX—XX вв.»
Была членом-корреспондентом Петровской академии наук и искусств.
Награждена нагрудным знаком «Почетный работник высшего профессионального образования российской Федерации».

## Научная деятельность
Основная сфера научных интересов охватывала проблемы диалога западных и восточных культур, модернизации и перехода от традиционного японского общества к современному.
Большинство трудов было посвящено международным отношениям на севере Тихоокеанского региона и внешней политике Японии и США. В 1974 году по этим проблемам была защищена диссертацию на соискание ученой степени кандидата исторических наук, на основе которой в 1979 году была опубликована монография «Япония и американская агрессия в Индокитае (1965—1972)», характеризующая войну во Вьетнаме как империалистическую со стороны США. В работе анализируются морально-политический, дипломатический и экономический аспекты поддержки Японией американской агрессии, роль американских баз в Японии, борьба демократических сил Японии против войны.
Монография «Становление и эволюция концепций имперской идеологии в Японии (1870—1917)», написанная на основе докторской диссертации, рассматривает вызревание имперской идеологии в контексте общественно-политической мысли в Японии в период реформ Мэйдзи.
В монографии «Вестернизация, национальная идея и реалии японской политики в эпоху Мэйдзи» (2005) раскрываются процессы ассимиляции традиционной и современной культур в условиях модернизации в Японии.

## Основные работы
- Война во Вьетнаме и политика Японии // Япония. 1973. М., 1974. С. 91—100.
- Последствия поддержки Японией американской агрессии в Индокитае // Народы Азии и Африки. 1977. № 3. С. 42—57.
- Япония и американская агрессия в Индокитае. М., 1979. 140 с.
- Идеология японского экспансионизма накануне и в годы войны на Тихом океане // Проблемы Дальнего Востока. 1982. № 1. С. 84—107.
- Развитие идеологии экспансионизма в первой половине эпохи Мэйдзи (70—90-е годы XIX в.) // Проблемы Дальнего Востока. 1984. № 4. С. 128—139.
- Либерально-буржуазная интеллигенция и формирование идеологии экспансионизма в Японии (2-я пол. XIX в.) // Народы Азии и Африки. 1985. № 1. С. 34—42.
- Идеологическое обоснование агрессивной политики японского империализма в работах буржуазных ученых и общественных деятелей (1930—1940-е годы) // Японская историография русско-японских и советско-японских отношений. Владивосток, 1987. С. 49—64.
- Становление и эволюция концепций имперской идеологии в Японии (1870—1917). М., 1990.
- Вестернизация, национальная идея и реалии японской политики в эпоху Мэйдзи. Владивосток: Изд-во Дальневост. ун-та, 2005. 333 с.[1]